# 日清商品陳列所
日清商品陳列所又稱瀛華廣懋館，是日清贸易研究所的畢業生的實習基地，於1893年開設。該基地位於上海公共租界的四川中路和漢口路交叉口。日清商品陳列所的營收用來補貼日清贸易研究所的支出。甲午戰爭爆發後清政府認為日清商品陳列所是一家間諜機構，並將其關閉。